# شزم (نرم‌افزار)
شزم (انگلیسی: Shazam) یک نرم‌افزار فعال در سیستم‌عامل‌های اندروید، مک‌اواس، آی‌اواس، واچ اواس و مایکروسافت ویندوز است که می‌تواند با استفاده از میکروفون دستگاه و بر اساس بخش کوتاهی از صدای یک موسیقی، فیلم، تبلیغات یا برنامه تلویزیونی، آن را شناسایی کند. در ۲۴ سپتامبر ۲۰۱۸ شرکت شزم توسط اپل خریداری شد.
در دسامبر ۲۰۱۳، به گفته مدیر عامل شرکت، شزم یکی از ده برنامه محبوب در جهان بود.
تا ماه اوت ۲۰۱۴، برنامه شزم بیش از ۱۰۰ میلیون کاربر فعال ماهانه داشت و بر روی بیش از ۵۰۰ میلیون دستگاه موبایل استفاده شده بود.
در اکتبر ۲۰۱۴، شزم اعلام کرد که تکنولوژی آن‌ها برای شناسایی ۱۵ میلیارد آهنگ استفاده شده‌است.
در اکتبر ۲۰۱۶ شزم اعلام کرد که نرم‌افزارش از زمان انتشار بیش از ۱ میلیارد بار نصب شده و کاربرانش بیش از ۳۰ میلیارد «شزم» انجام داده‌اند.

## کاربرد
از این نرم‌افزار برای پیداکردن آهنگ‌هایی استفاده می‌شود که اطلاعات آهنگ از قبیل نام خواننده آن یا نام آهنگ در دسترس نباشد. به این صورت که با پخش آهنگ و فعال کردن نرم‌افزار، پس از گوش کردن چند ثانیه از موسیقی توسط نرم‌افزار، نام خواننده و آهنگ شناسایی می‌شود.